# Liste der Fließgewässer im Flusssystem Haßlach
Die Liste der Fließgewässer im Flusssystem Haßlach umfasst alle direkten und indirekten Zuflüsse der Haßlach, soweit sie namentlich auf der Topographischen Karte 1:10000 Bayern Nord (DK 10) oder im Kartenservicesystem des Bayerischen Landesamts für Umwelt (LfU) aufgeführt werden. Namenlose Zuläufe und Abzweigungen werden nicht berücksichtigt. Wenn sich der Gewässername nach dem Zusammenfluss zweier Gewässerabschnitte ändert, werden die beiden Zuflüsse als Quellzuflüsse separat angeführt, ansonsten erscheint der Teilbereichsname in Klammern. Die Längenangaben werden auf eine Nachkommastelle gerundet. Die Fließgewässer werden jeweils flussabwärts aufgeführt. Die orografische Richtungsangabe bezieht sich auf das direkt übergeordnete Gewässer. Teilflusssysteme mit mehr als 20 Fließgewässern sind in eine eigene Liste ausgelagert (→ Flusssystem).

## Haßlach
Die Haßlach ist ein 31,2 Kilometer langer, rechter Nebenfluss der Rodach im oberfränkischen Landkreis Kronach in Bayern.

## Zuflüsse
Direkte und indirekte Zuflüsse der Haßlach
- Dammbach (rechts), 4,0 km
- Steinbach (rechts), 4,8 km
- Kegelbach[1] (rechts), 1,1 km
- Ölschnitz (Landleitenbach[2]) (rechts), 13,8 km, 21,06 km²
  - Kummbach (rechts), 2,0 km
  - Dammbach (rechts), 3,1 km
    - Jagersbach (rechts), 0,7 km

  - Kohlgraben (links), 0,8 km
- Heinersbach[3] (links)
- Buchbach (Aubach[4]) (rechts), 12,7 km
  - Aschengraben (rechts), 0,5 km
  - Wallerbach (rechts), 0,7 km
  - Langenbach[5] (links), 1,9 km
  - Hüttenbächlein[6] (links), 0,8 km
  - Kleiner Buchbach (rechts), 3,5 km
- Tettau (rechts), 21,2 km, 60,12 km²
  - Albersbach (rechts)
  - Kleine Tettau (links)
    - Seifenbach[7] (rechts)

  - Sattelberggraben (rechts)
  - Seifbach (links)
  - Langenau (links) (mit Großer Bärenbach), 9,1 km
    - Großer Bärenbach[8] (rechter Quellbach)
    - Fichtelbach (rechts)
    - Kleiner Bärenbach (linker Quellbach[9])
    - Orbisgrundbach (rechts)
    - Tauchnitz (rechts)

  - Klettnitzbach (rechts)
  - Bollerbach (rechts)
  - Kitzgraben (rechts)
  - Eckertsgraben (rechts)
  - Waldau (links)
  - Lautenbach (rechts)
- Lauterbach (links)
- Weißbach (rechts)
- Haargraben (rechts)
- Grössau (links)
  - Kedelbach (rechts)
- Grünerbach (links)
  - Dobersgrundbach (rechts)
- Reitscher Bach (links)
- Glosberger Graben (links)
- Haiger Bach (rechts)
  - Lochbach (links)
- Birkacher Graben (links)
- Geiersbächlein (rechts)
  - Erlesbach (links)
  - Talschrottbächlein
- Steinbach (rechts)
- Köstenbach (links)
- Eiersbach (rechts)
- Seelabach (rechts)
- Dobersgrundbach (rechts)
  - Paulusgraben (links)
- Kronach (links) 25,6 km → Flusssystem

## Flusssystem Rodach
Liste der Fließgewässer im Flusssystem Rodach